# Kisnémedi, Pesta
Kisnémedi  este un sat în districtul Vác, județul Pesta, Ungaria, având o populație de 679 de locuitori (2011). 

## Demografie
Componența etnică a satului Kisnémedi
     Maghiari (98,68%)
     Necunoscut (0,66%)
     Germani (0,66%)
     Alții (0,66%)
Componența confesională a satului Kisnémedi
     Fără religie (9,43%)
     Reformați (5,01%)
     Necunoscută (85,13%)
     Atei (0,44%)
     Alte religii (2,5%)
Conform recensământului din 2011, satul Kisnémedi avea 679 de locuitori. Din punct de vedere etnic, majoritatea locuitorilor (98,68%) erau maghiari, cu o minoritate de polonezi (1,16%). Apartenența etnică nu este cunoscută în cazul a 0,66% din locuitori. Nu există o religie majoritară, locuitorii fiind persoane fără religie (9,43%) și reformați (5,01%). Pentru 85,13% din locuitori nu este cunoscută apartenența confesională.